# Inkhundla Ndzingeni
L'Inkhundla Ndzingeni è uno dei quattordici tinkhundla del distretto di Hhohho, nell'eSwatini.

## Geografia antropica

### Suddivisioni amministrative
L'Inkhundla è suddiviso nei 7 seguenti imiphakatsi: Bulandzeni, Emgungunlovu, Emvuma, Ludlawini, Ndzingeni, Ngowane, Nkamanzi.